# Гуселка (село)
Гусёлка — село в Камышинском районе Волгоградской области, административный центр Гуселского сельского поселения.
Население — 279 чел. (2021)

## История
Основано в 1795 году переселенцами из Пензенской губернии — русскими и мордвой. По сведениям А. Н. Минха заселение произошло в 1790—1795 годах. В 1814 году освящена каменная церковь святого Николая Чудотворца. В 1839 году образована Гуселская волость. В 1845-46 годах начала работу школа. В 1865 году открылся фельдшерский пункт. В 1886 открыта школа грамотности при церкви.
С 1928 года село — центр Гуселского сельсовета в составе Камышинского района Камышинского округа (округ ликвидирован в 1934 году) Нижневолжского края (впоследствии Сталинградского края). С 1935 года — в составе Ждановского района. В том же году передано в состав Неткачевского района Сталинградского края (с 1936 года — Сталинградской области, с 1961 года — Волгоградской области).
С фронтов Великой Отечественной войны не вернулось 376 жителей села.
В 1963 году село передано в состав Камышинского района. По состоянию на 1972 году — село Гуселка входила в состав Семёновского сельсовета. В 1975 году вновь образован Гуселский сельский совет за счёт разукрупнения Семёновского сельсовета. В 2005 году образовано Гуселское сельское поселение.

## География
Село расположено на севере Камышинского района в лесостепи, в пределах Приволжской возвышенности, являющейся частью Восточно-Европейской равнины, в верховьях реки Гусёлка. Рельеф местности холмисто-равнинный, сильно расчленённый балками и оврагами. Распространены тёмно-каштановые почвы. Средняя высота над уровнем моря — 219 метров.
По автомобильным дорогам расстояние до районного центра города Камышин — 49 км, до областного центра города Волгоград — 230 км, до города Саратов — 200 км.
Климат
Климат умеренный континентальный (согласно классификации климатов Кёппена — Dfb). Многолетняя норма осадков — 419 мм. Наибольшее количество осадков выпадает в июле — 50 мм, наименьшее в марте — 22 мм. Среднегодовая температура положительная и составляет + 6,1 С, средняя температура самого холодного месяца января −10,4 С, самого жаркого месяца июля +21,9 С.
Часовой пояс
Гусёлка, как и вся Волгоградская область, находится в часовой зоне МСК (московское время). Смещение применяемого времени относительно UTC составляет +3:00.

## Население
Динамика численности населения по годам:
| 1858 | 1862 | 1886 | 1891 | 1894 | 1897 | 1911 | 2002 |
| ---- | ---- | ---- | ---- | ---- | ---- | ---- | ---- |
| 2792 | 2937 | 4528 | 4768 | 4820 | 4344 | 5041 | 596  |

| 1887 | 1911  | 2010 | 2012 | 2013 | 2014 | 2015 |
| ---- | ----- | ---- | ---- | ---- | ---- | ---- |
| 5041 | ↗5500 | ↘332 | ↘309 | ↘288 | ↘277 | ↗278 |
| 2016 | 2017  | 2018 | 2019 | 2020 | 2021 |      |
| ↘264 | ↘255  | ↗269 | ↗292 | ↘279 | →279 |      |

### Известные жители
- Рожков, Пётр Фролович (1900—1962) — командующий Ленинградской армией ПВО в годы Великой Отечественной войны.